# Oksalat
Oksalat (IUPAC: etandioat), je dianjon sa formulom . Zapisuje se i kao (COO)22−. Oksalatom se često skraćeno nazivaju njegove soli, npr. dinatrijum oksalat, , i estri oksalne kiseline (kao što je dimetil oksalat, . Oksalat može da formira koordinaciona jedinjenja.
Mnogi metalni joni formiraju nerastvorne precipitate sa oksalatom. Prominentni primer je kalcijum oksalat, koji je primarni sastojak kamena na bubregu.

## Odnos sa oksalnom kiselinom
Disocijacija protona oksalne kiseline se odvija u stepenastom maniru slično drugim poliprotičnim kiselinama. Gubitkom jednog protona proizvodi se monovalentni hidrogenoksalatni anjon . So ovog anjona se ponekad naziva kiseli oksalat, monobazni oksalat, ili hidrogen oksalat. Konstanta ravnoteže (Ka) gubitka prvog protona je 5.37×10-2 ( = 1.27). Gubitak drugog protona, kojim se formira oksolatni jon ima konstantu disocijacije od 5.25×10-5 ( = 4.28). Iz ovih vrednosti sledi da u rastvorima sa neutralnim pH vrednostima nema oksalne kiseline, i da postoje samo tragovi hidrogen oksalata. U literature se često ne pravi razlika između  i , i kolektivno se nazivaju oksalnom kiselinom.